# Lilla göl (Högsby socken, Småland)
Lilla göl är en sjö i Högsby kommun i Småland och ingår i Alsteråns huvudavrinningsområde.